# محمد هيتماج
محمد هيتماج (بالفنلندية: Mehmet Hetemaj) (8 ديسمبر 1987 بسكندراي في صربيا - ) هو لاعب كرة قدم فنلندي في مركزي الوسط والدفاع. شارك مع منتخب فنلندا تحت 21 سنة لكرة القدم ومنتخب فنلندا لكرة القدم ومنتخب كوسوفو لكرة القدم. أما مع النوادي، فقد لعب مع سينايوين يالكابالوكيرهو ونادي بانيونيوس ونادي ريجينا ونادي مونزا ونادي هلسنكي وهونكا وFC Viikingit ‏ وThrasyvoulos F.C. ‏ وUC AlbinoLeffe ‏.

## وصلات خارجية
- محمد هيتماج على موقع الاتحاد الأوربي (الإنجليزية)
- محمد هيتماج على موقع قاعدة بيانات كرة القدم.إي يو (الإنجليزية)
- محمد هيتماج على موقع ناشيونال فوتبول تيمز (الإنجليزية)
- محمد هيتماج على موقع Soccerbase.com (لاعب) (الإنجليزية)
- محمد هيتماج على موقع Soccerway.com (الإنجليزية)
- محمد هيتماج على موقع عالم كرة القدم.نت (الإنجليزية)